# Sopřeč

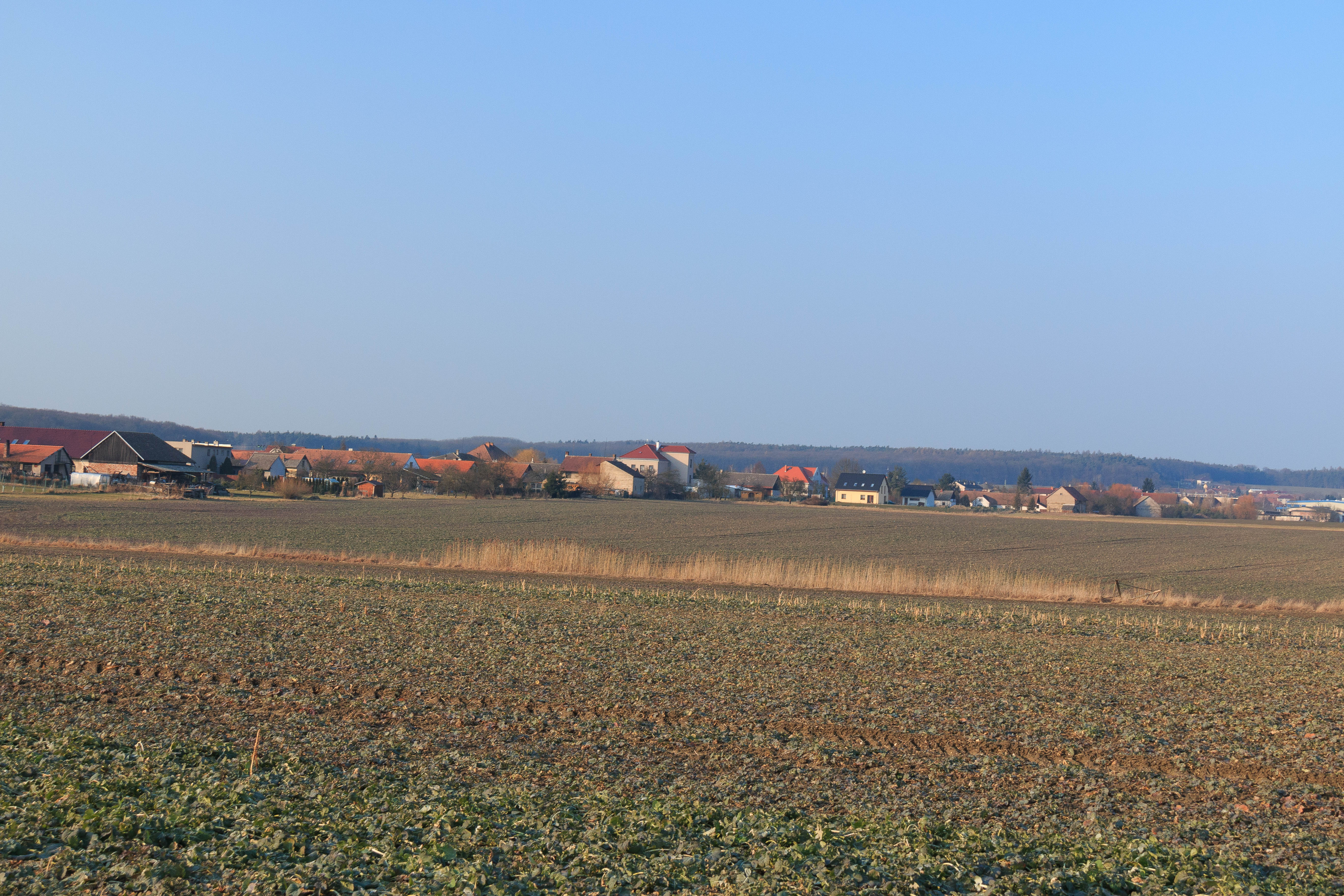
Ortsansicht

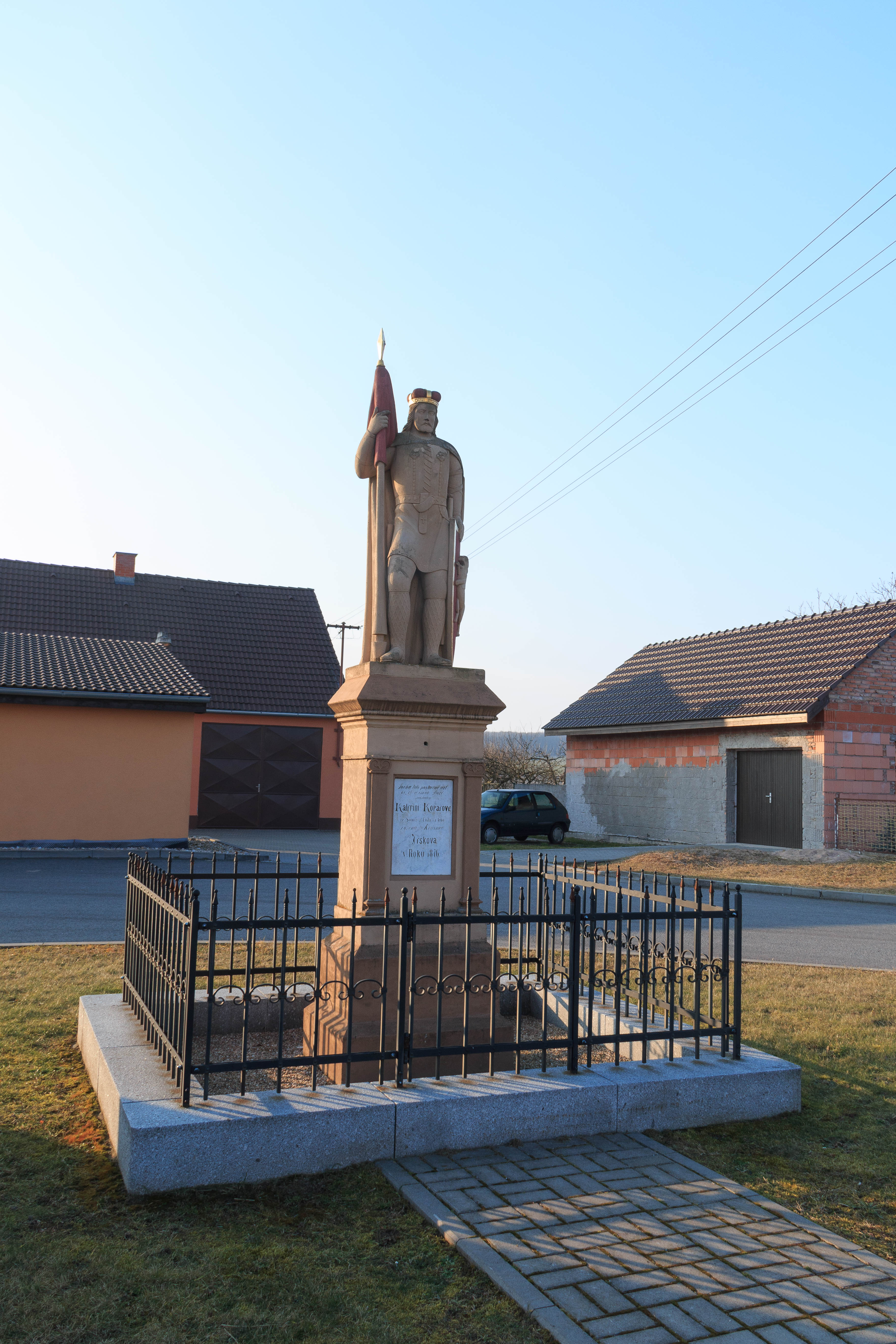
Statue des hl. Wenzel

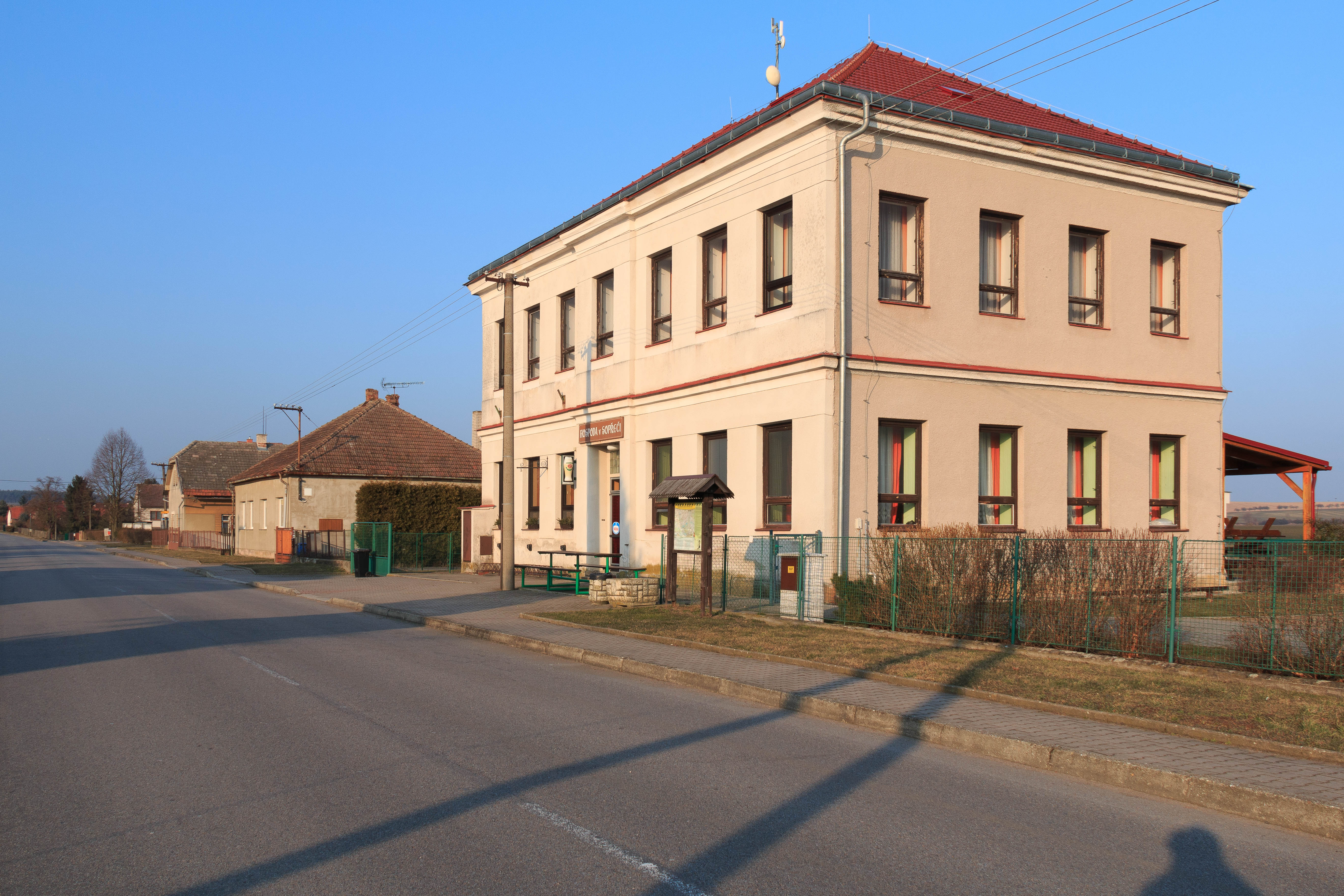
Alte Schule

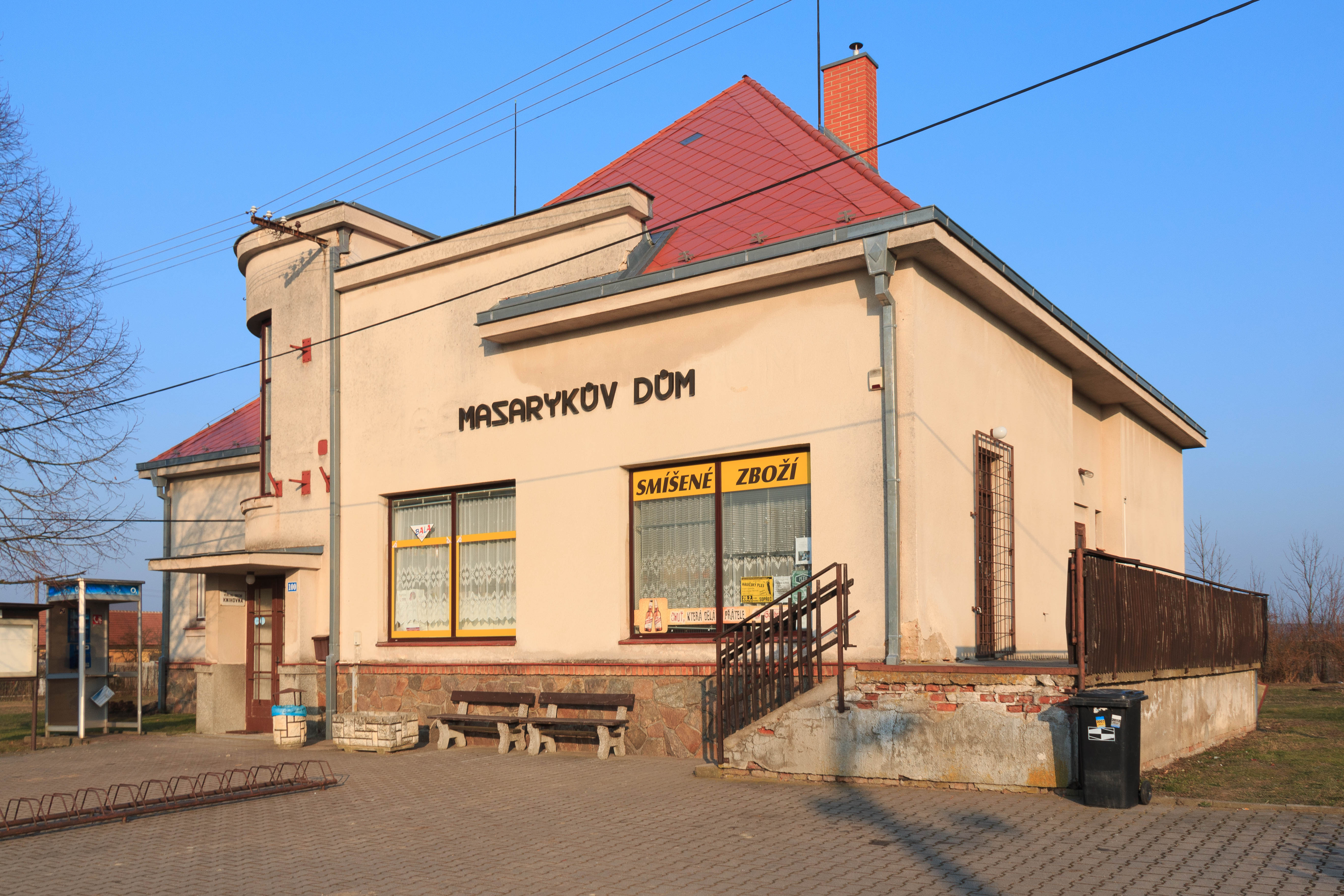
Masaryk-Haus

Sopřeč (deutsch Sopertsch) ist eine Gemeinde in Tschechien. Sie liegt sieben Kilometer nördlich von Přelouč und gehört zum Okres Pardubice.

## Geographie
Sopřeč erstreckt sich linksseitig des Baches Sopřečský potok in der Středolabské tabule (Tafelland an der mittleren Elbe). Südöstlich des Dorfes liegt der Sopřečský rybník (Sopertscher Teich). Im Westen erhebt sich die Sušina (259 m n.m.).
Nachbarorte sind Žáravice im Norden, Voleč, Třídeň, Ve Střídmí und Vyšehněvice im Nordosten, Bukovka, Na Samotě und Vlčí Habřina im Osten, Přelovice, Nerad und Výrov im Südosten, Břehy und Přelouč im Süden, Semín, Kladruby nad Labem und Chaloupky im Südwesten, Strašov, Bukovina und Újezd u Přelouče im Westen sowie Vápno, U Aničky und Malé Výkleky im Nordwesten.

## Geschichte
Die erste schriftliche Erwähnung des Dorfes erfolgte um 1086 als Besitz des Benediktinerklosters Opatowitz. Nachdem das Kloster im Jahre 1421 von einem hussitischen Heer unter Diviš Bořek von Miletínek geplündert und niedergebrannt worden war, bemächtigte sich dieser der ausgedehnten Besitzungen. Im Jahre 1436 überschrieb König Sigismund große Teile des ehemaligen Klosterbesitzes als Entlohnung seiner treuen Dienste in der Schlacht bei Lipan für 4500 Schock Böhmische Groschen an Diviš Bořek, der daraus die Herrschaft Pardubice mit Sitz auf der Kunburg bildete. 1437 erbte Diviš´ Sohn Soběslav Mrzák von Miletínek die Herrschaft, 1464 erwarb sie König Georg von Podiebrad von der überschuldeten Familie von Miletínek. Am 5. April 1465 überschrieb Georg von Podiebrad die Herrschaft seinen Söhnen Viktorin, Heinrich d. Ä. und Hynek von Münsterberg, die Sopřeč an Mikuláš von Holohlavy verpfändeten. 1490 erwarb Wilhelm von Pernstein das Dorf und vereinigte es wieder mit der Herrschaft Pardubitz. 1521 vererbte Wilhelm von Pernstein seine böhmischen Güter seinem jüngeren Sohn Vojtěch, nach dessen Tod fielen sie 1534 seinem Bruder Johann zu. Dieser hinterließ 1548 seinem Sohn Jaroslav hohe Schulden. Am 21. März 1560 veräußerte Jaroslav von Pernstein die gesamte Herrschaft Pardubitz an König Ferdinand I. Dessen Nachfolger Maximilian II. übertrug die Verwaltung der königlichen Herrschaften der Hofkammer. Diese ließ die Herrschaft Pardubitz durch ein System von 24 Rychta (Scholtiseien) neu organisieren. Im Jahre 1588 übte der Rychtář in Břehy die niedere Gerichtsbarkeit für Břehy, Sopřeč, Žáravice, Vlčí Habřina, Lohenice, Mělice und Semín aus.
Während des Dreißigjährigen Krieges wurde das Dorf verwüstet. 1651 sind in der Seelenlisten für Sopřeč und Žáravice 18 Familien mit 46 Personen erfasst. Beide Dörfer wurden bis zur Mitte des 18. Jahrhunderts in amtlichen Dokumenten zusammengefasst. In der zweiten Hälfte des 18. Jahrhunderts erhielt Sopřeč einen eigenen Rychtář – unterstützt von zwei Schöppen. In dieser Zeit wurde das Dorf stark vergrößert, die neuen Häuser wurden hauptsächlich im Norden am Weg nach Žáravice und am Velký Sušinský rybník errichtet. 1814 entstand eine Dorfschmiede.
Im Jahre 1835 bestand das im Chrudimer Kreis gelegene Dorf Sopertsch bzw. Soprč aus 50 Häusern, in denen 401 Personen, darunter drei protestantische und zwei jüdische Familien, lebten. Pfarrort war Biela, jedoch gingen die Einwohner in die näher gelegene Kirche von Wapno und schickten ihre Kinder auch nach Wapno zur Schule. Der Sopertscher Teich war für seine Vielzahl von Blaßenten bekannt, die im Herbst einen Hauptgegenstand der Jagd ausmachten. Bis zur Mitte des 19. Jahrhunderts blieb Sopertsch der k.k. Kameralherrschaft Pardubitz untertänig.
Nach der Aufhebung der Patrimonialherrschaften bildete Soprč ab 1849 mit dem Ortsteil Žáravice eine Gemeinde im Gerichtsbezirk Přelauč. Kaiser Franz Joseph I. verpfändete die k. k. Kameralherrschaft Pardubitz im Jahre 1855 als Staatsschuldverschreibung an die Oesterreichische Nationalbank, die die Herrschaft am 25. Juni 1863 an die k. k. privilegierte Österreichische Credit-Anstalt für Handel und Gewerbe verkaufte. 1866 kaufte der Großindustrielle Heinrich Drasche die Grundherrschaft Pardubitz. Ab 1868 gehörte das Dorf zum Bezirk Pardubitz. 1869 hatte Soprč 439 Einwohner und bestand aus 58 Häusern. Žáravice löste sich in den 1870er Jahren los und bildete eine eigene Gemeinde. Im Mai 1879 wurde die Freiwillige Feuerwehr gegründet. Am 18. Juni 1881 kaufte Richard von Drasche-Wartinberg für 2.080.000 Gulden die Grundherrschaften Pardubitz und Kunětická Hora aus der väterlichen Erbmasse. Zu dieser Zeit bestand die Einwohnerschaft von Soprč aus 438 Katholiken, 66 Protestanten und 14 Juden. Zwischen 1887 und 1889 erfolgte der Bau der Bezirksstraße zwischen Břehy und Soprč. Die Teiche Malý Sušinský rybník und Velký Sušinský rybník wurden zum Ende des 19. Jahrhunderts trockengelegt und in Ackerland umgewandelt. Im Jahre 1900 lebten in Soprč 471 Menschen, 1910 waren es 530. Im Jahre 1910 entstand eine Zement- und Zementwarenfabrik. Nach der Gründung der Tschechoslowakei wurde im Zuge der Bodenreform von 1920 der Großgrundbesitz der Familie Drasche-Wartinberg konfisziert und aufgeteilt. Zu Beginn der 1920er Jahre wurde das Dorf elektrifiziert. Seit 1924 wird der Ortsname Sopřeč verwendet. 1930 hatte die Gemeinde 512 Einwohner. Anlässlich des 80. Geburtstages des Präsidenten T. G. Masaryk beschloss die Gemeindevertretung den Bau eines Gemeindehauses, das im Mai 1932 feierlich als Masaryk-Haus eröffnet wurde. Im Jahre 1949 wurde Sopřeč dem Okres Přelouč zugeordnet, seit 1960 gehört die Gemeinde wieder zum Okres Pardubice. Seit 1997 führt die Gemeinde ein Wappen und Banner. Beim Zensus von 2001 lebten in den 97 Häusern von Sopřeč 277 Personen.

## Sehenswürdigkeiten
- Statue des hl. Wenzel, geschaffen 1876 vom Bildhauer Antonín Okrouhlický aus Ostroměř, die Kosten trug die Einwohnerin Kateřina Kopáčová
- Steinernes Kreuz
- Sopřečský rybník, der im 16. Jahrhundert unter den Herren von Pernstein als Teil der Systems der Pernsteiner Teiche angelegte Fischteich hat eine Wasserfläche von 86 ha. Gespeist wird er vom Sopertscher Kanal (Sopřečský kanál), einem Abzweig des Opatowitzer Kanals.